# 曼彻斯特 (爱荷华州)
曼彻斯特（Manchester）是美国艾奥瓦州特拉华县的城市和县城。2010年美国人口普查时人口为5179人。曼彻斯特位于20号美国国道和13号州公路的交汇处，是特拉华县最大的社区。